# Умеете ли вы жить?
«Умеете ли вы жить?» — советский фильм 1970 года режиссёра Александра Муратова.

## Сюжет
Наташа Королюк, выпускница провинциальной консерватории, за которой ухаживает сокурсник, знакомится с московским пианистом, соблазняющим девушку. Она едет в Москву, выходит за него замуж. Однако со временем понимает, что совершила ошибку и её муж — обычная посредственность, отcутствие таланта компенсируется у него наглостью, связями, блатом, деньгами; он лишь захудалый представитель богемы, который не мыслит иной жизни кроме развлечений. Наташа прозревает и уезжает домой.

## В ролях
- Ирина Терещенко — Наташа Королюк, пианистка, студентка Харьковской консерватории
- Сергей Десницкий — Дмитрий Сергеевич Танцюра, главный инженер завода
- Андрей Вертоградов — Александр Донченко, пианист
- Николай Лебедев — Борис Егорович Донченко, директор завода, отец Александра
- Георгий Мартынюк — Савелий, приятель Дмитрия
- Нина Феклисова — Лида, московская любовь Савелия
- Валентина Шарыкина — Вера, москвичка, подруга Лида
- Лидия Рюмина — хозяйка квартиры
- Александр Ширвиндт — Борис Есипович, преподаватель консерватории
- Анна Тимирёва (в титрах Г. Книппер) — мать Бориса Егоровича Донченко
- Нонна Терентьева — москвичка, хозяйка музыкального салон
- Евгений Лысенко — эпизод
- Владимир Маляр — эпизод

Кроме того, в сцене, где на вокзале провожают героя Александра Ширвиндта среди не указанных в титрах ролях провожающих можно видеть Марка Захарова и Андрея Миронова — это реальные кадры с настоящих проводов уезжающего на съёмку фильма актёра на поезд «Москва—Харьков».

## Критика
Фильм был резко раскритикован, неоднократно упоминался как слабый журналом «Искусство кино» (№ 7, 1971; № 7, 1977) журнал «Советский экран» (1972) писал, что режиссёр в нём ушёл «в область кинематографических реминисценций, формальных поисков», И. С. Корниенко писал, что фильм отмечен «серьёзными противоречиями»
.